# Міхаель Кіске
Міхаель Кіске (нім. Michael Kiske; 24 січня 1968, Гамбург, Німеччина) — співак, найзнаніший як вокаліст німецького павер-метал-гурту Helloween. Після виходу з гурту Кіске записав чотири сольні альбоми, брав участь у різних метал- і рок-проєктах, таких як Avantasia, Place Vendome і Kiske/Somerville, а також виступав як запрошений вокаліст. Наприкінці 2009 він сформував рок-гурт Unisonic і почав знову гастролювати після 17-річної перерви. У 2016 році Міхаель повертається у возз'єднаний Helloween.

## Біографія

### Ранні роки
До приходу у Helloween Кіске співав у німецькому гурті Ill Prophecy у віці 17 років. Гурт записав демо, але він ніколи не вийшов на комерційній основі.

### Helloween(1986—1993)

Міхаель Кіске під час виступу з Helloween в 1988

У 18 років Кіске був запрошений приєднатися до німецького павер-метал-гурту Helloween. Гансен мав деякі труднощі з поєднанням вокалу і гри на гітарі, і було вирішено, що необхідний новий вокаліст. Кіске першу пропозицію відхилив, тому що йому не сподобався звук на альбомі Wall of Jericho, але прийняв другу і приєднався до гурту наприкінці 1986 року. Першим альбомом Міхаеля в гурті був Keeper of the Seven Keys Part I у 1987 році, який вважається одним з найкращих альбомів Helloween і важливим етапом створення стилю павер-метал. У 1988 році гурт випустив альбом Keeper of the Seven Keys Part II. Світовий успіх дозволив гурту вирушити у турне і узяти участь у багатьох відомих фестивалях, таких як Monsters Of Rock. Альбом Keeper of the Seven Keys виявився дуже впливовим і сприяв новій хвилі формування європейських павер-метал гуртів, таких як Blind Guardian, Stratovarius, HammerFall і Edguy.
Після завершення туру, у 1988 році, вийшов альбом Live in the UK, а Кай Гансен залишив гурт і його замінив гітарист Роланд Грапов. Юридичні суперечки з компанією звукозапису не дозволяли гурту випускати альбоми аж до 1991 року, коли вийшов Pink Bubbles Go Ape, а в 1993 році Chameleon. Ці два альбоми показали, що Helloween відходить від своїх павер-метал-коренів і експериментує з різним звучанням. Обидва альбоми були комерційно невдалими, що спричинило до виходу зі складу гурту Кіске. Як повідомлялося, це відбулося з особистих причин і через музичні розбіжності. Він був замінений Анді Дерісом, який залишається у Helloween до сьогодні.
За чутками, Кіске повинен був замінити Брюса Дікінсона, після того, як той пішов з Iron Maiden, але на це місце взяли Блейза Бейлі.

### Сольна кар'єра(1996—2008)
16 серпня 1996 року, через три роки після виходу з Helloween, Кіске випустив свій перший сольний альбом Instant Clarity. На альбом були запрошені Кай Гансен, Сіріако Тараксес і Адріан Сміт з Iron Maiden. Альбом містив пісні різноманітних жанрів. На баладу 'Always [Архівовано 26 лютого 2014 у Wayback Machine.] у Нью-Йорку був знятий відеокліп, який присвячувався померлому барабанщику Helloween Інго Швіхтенбергу. Instant Clarity був перевиданий у 2006 році з 4 бонус-треками.
Протягом цього року він також написав книгу, 'Kunst Und Materialismus', яка вийшла тільки в Німеччині.
Другим сольним альбомом Кіске став Readiness to Sacrifice, який був виданий в Кореї і Японії у 1999 році, а в Європі у 2001. Музика на альбомі відходить далеко від хеві-металу, і навіть містить дві симфонічні композиції.
У 2003 році у Кіске знову з'явилося бажання робити рок-музику, і він створив проєкт, який назвав SupraRed. Вони випустили однойменний альбом у січні 2003 року. Цей альбом мав сучасне рок звучання і структуру пісень, і відрізнявся від його сольних альбомів і хеві-метал-звуку Helloween. Альбом виявився невдалим і Кіске розпустив гурт.
У 2006 році Міхаель Кіске випустив свій третій повноформатний соло альбом під назвою Kiske. До альбому увійшли пісні з м'яким, акустичним бардівським стилем, і він по звуку був за крок від його попередніх сольних альбомів. За словами Міхаеля «Це здорово-недбалий і музично вільний альбом. Я дуже ним пишаюся, тому що це справжнє ствердження від мене».
У 2008 році Кіске видав свій четвертий сольний альбом Past in Different Ways.
До альбому входили акустичні обробки його старих композицій у Helloween і одну нову пісню. За словами Кіске альбом «з одного боку показує, що я не відкидаю свого минулого тільки тому, що тепер я інша людина, а з іншого він може дати людям, які були частиною цього минулого, іншу точку зору на ці пісні».

### Avantasia(2000—2019)

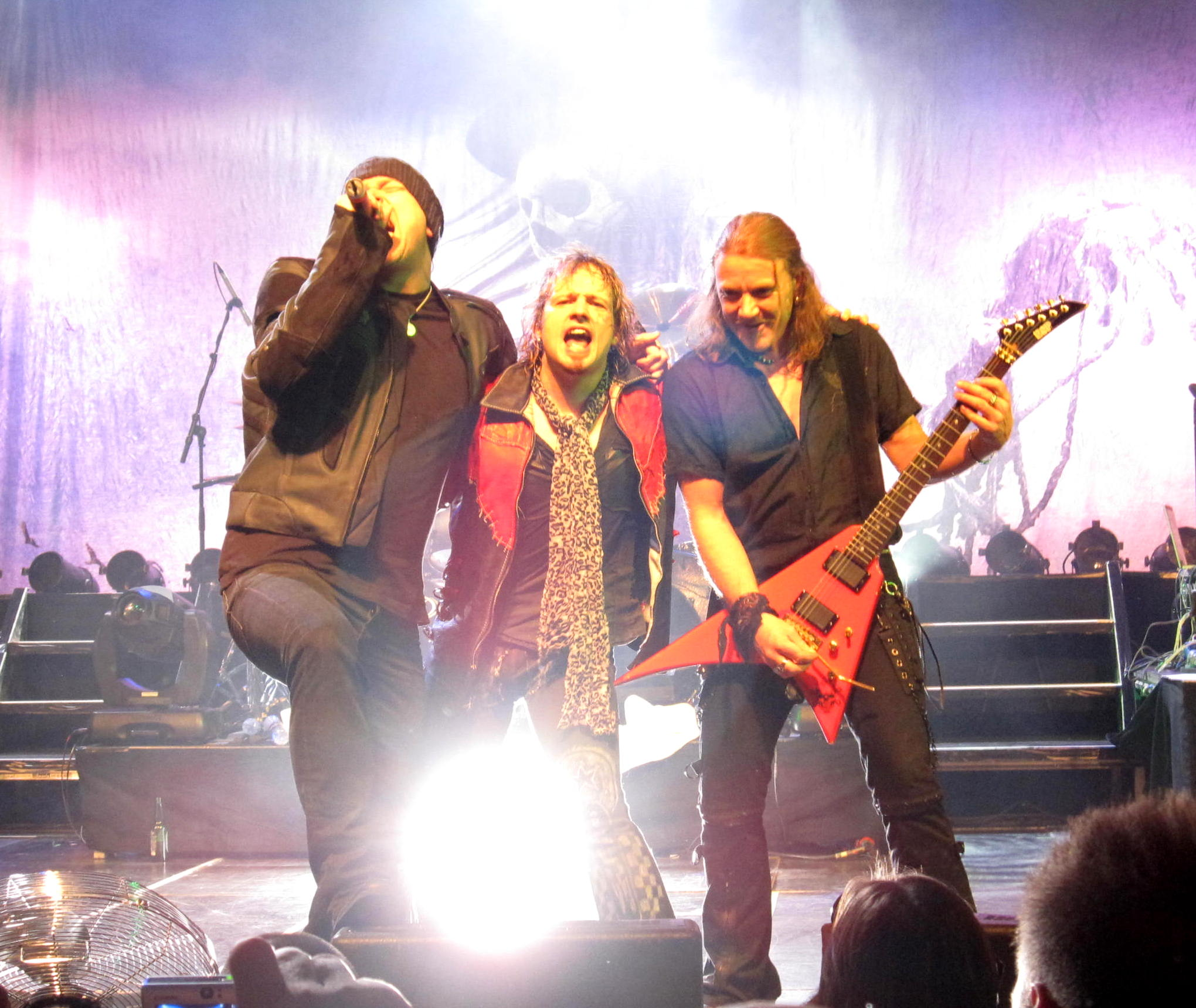
Зліва направо — Міхаель Кіске, Тобіас Саммет і Кай Гансен, 2010

Міхаель Кіске під час виступу Avantasia в 2013 році

У 2000 році Тобіас Саммет (вокаліст гурту Edguy) запросив Кіске взяти участь у метал-опері Avantasia.
Міхаель погодився заспівати в проєкті, в ролі Лугайда Вендроя, але лише під іменем Ernie. Цей псевдонім був надрукований на обкладинці до першого альбому Avantasia The Metal Opera, але не на сиквелі, The Metal Opera Part II, де він виступив під своїм власним іменем. Міхаель сказав в інтерв'ю, що він не хотів, щоб в цей час, люди пов'язували його ім'я з музикою хеві-метал. В нього була головна роль в концепції Avantasia і він виконав пісні «Reach Out For The Light», «Breaking Away», «Farewell», «Avantasia», «The Tower», «The Seven Angels» і «No Return».
У 2007 році він записав вокал для двох пісень Avantasia: «Promised Land» і «Lost In Space [Розширена версія]», обидві з яких були присутні на збірці Lost in Space Part I & II («Promised Land» була також на мініальбомі Lost in Space Part II).
У 2008 році Кіске взяв участь у записі альбому Avantasia The Scarecrow, заспівавши соло-вокал на композиції «Shelter From The Rain» і бек-вокал на титульній композиції і на «What Kind Of Love».
У 2010 році Міхаель узяв участь у записі альбомів Avantasia The Wicked Symphony і Angel of Babylon, заспівавши на композиціях «Wastelands», «Runaway Train» і «Stargazers». З листопада по грудень, він також виступав на турі «The Metal Opera Comes to Town Tour», на одній сцені з такими вокалістами як Тобіас Саммет, Кай Гансен, Йорн Ланде, Боб Кетлі, Аманда Сомервілль, Саша Пет, Олівер Гартман і ін.
6 серпня 2011 року Кіске виступив разом з Avantasia на фестивалі Wacken Open Air.
У 2013 році Кіске взяв участь у записі альбому Avantasia The Mystery of Time, заспівавши на композиціях «Where Clock Hands Freeze», «Savior In The Clockwork» і «Dweller In A Dream». З квітня по серпень він також брав участь в турі «The Mystery World Tour», який включав 10 європейських музичних фестивалів і 3-годинні шоу в Європі, Південній Америці, Росії і Японії.
У 2016 році Кіске взяв участь у записі альбому Avantasia "Ghostlights", заспівавши на композиціях "Ghostlights", "Unchain The Light" і "Wake Up To The Moon". У 2019 році він також долучився до запису альбому "Moonglow", виконавши вокальні партії у піснях "The Piper at the Gates of Dawn" і "Lavender".

### Place Vendome(2005—2013)
У 2005 році Кіске взяв участь у проєкті Place Vendome на Frontiers Records. Place Vendome складався з учасників німецького гурту Pink Cream 69, клавішник з гурту Vanden Plas і Кіске на вокалі. Дебютний альбом Place Vendome являв собою поєднання мелодійного хард-року та AOR (у порівнянні зі звучанням таких гуртів як Foreigner або Journey), а більша частина пісень була написана Деннісом Вардом.
У 2009 році Place Vendome випустили свій другий альбом під назвою Streets of Fire. Був знятий кліп на пісню «My Guardian Angel». Написання пісень до другого альбому було надано музикантам Магнусу Карлссону (гітара), Торсті Спуфу, Ронні Міліяновичу і Роберту Соллу.
У 2012 році на Frontier Records було оголошено, що Міхаель Кіске і Денніс Вард погодилися створити новий альбом Place Vendom, протягом паузи Unisonic у 2013 році. Альбом матиме назву Thunder In The Distance і вийде в листопаді 2013 року.

### Kiske/Somerville(2009)
Наприкінці 2009 року Кіске розпочав співпрацювати з вокалісткою Амандою Сомервілль в дуеті. Проєкт назвали Kiske/Somerville і з ним співпрацювали такі музиканти як Мат Сіннер, Магнус Карлссон, Сандер Гомманс, Мартін Шмідт і Джиммі Кресіч. Було знято два відео на пісні «Silence» і «If I Had A Wish», що дозволило більшості учасників зустрітися особисто. Альбом вийшов 24 вересня 2010 року і називався Kiske/Somerville.

### Unisonic(since 2009)

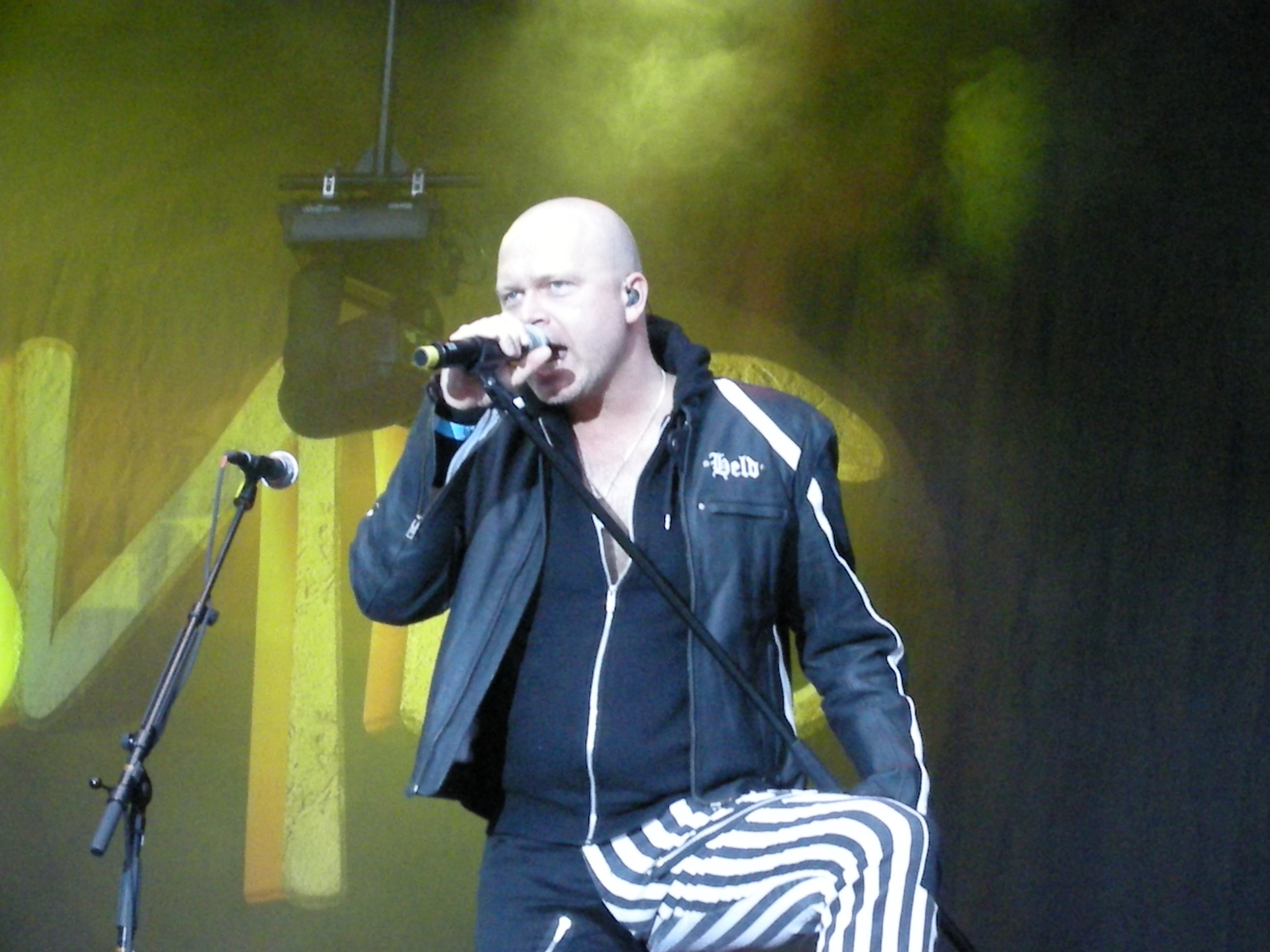
Міхаель Кіске разом з Unisonic на Skogsröjet Festival (2012)

10 листопада 2009 року Міхаель разом з Деннісом Вардом, Коста Зафіріоу і Менді Мейером створив гурт Unisonic. Unisonic розпочала свій перший тур у червні 2010 року, зігравши на деяких розігрівочних шоу в Німеччині і виступивши на фестивалях Sweden Rock Festival і Masters Of Rock Festival. В березні 2011 року до гурту приєднався Кай Гансен. і 15 жовтня гурт дав їх перший концерт на фестивалі Loud Park Festival в Японії.
Unisonic випустили міні-альбом Ignition, одночасно з першим відео на пісню «Unisonic» в січні 2012 року, на студії EarMusic (Edel AG). Вихід їхнього однойменного дебютного альбому відбувся 30 березня 2012 року. Дебютний альбом Unisonic, потрапив до декількох закордонних музичних чартів, найбільше балів набравши Фінляндії, Японії, Німеччині і Швеції.
Unisonic вирушили у їхній перший світовий тур в травні 2012 року, розпочавши з виступів в Південній Америці і на різних європейських музичних фестивалях, таких як Rock Hard Festival, Hellfest, Gods of Metal і Masters of Rock і на інших. Друга частина туру включала концерти в Японії, Тайвані, Кореї, Росії, Іспанії і Німеччині.

### Співпраця і поява як гостя
В 1995 році Кіске виступив як гість на альбомі гурту Gamma Ray (гурт Кая Гансена, який він заснував після свого виходу з складу Helloween у 1988 році) Land of the Free, записавши соло-вокал у пісні «Time to Break Free» і додатковий вокал на титульній композиції.
У 2002 році Міхаель заспівав пісню «Key to the Universe», яка увійшла до сольного альбому Тімо Толккі (гітариста гурту Stratovarius) Hymn to the Life.
 В тому ж році Міхаель заспівав дуетом, разом з Йорном Ланде, у пісні Heroes, для дебютного альбому гурту Masterplan (який мав таку ж назву)
У 2003 році він взяв участь у метал-опері Days of Rising Doom, гурту Aina, в ролі Нарратора, заспівавши на композиціях «Revelations», «Silver Maiden», «Serendipity» і «Restoration».
У 2004 році він заспівав дуетом з вокалісткою гурту Thalion у композиції «The Encounter» на їхньому дебютному альбомі Another Sun.
У 2005 році Кіске був запрошений, як гість, на альбом Execution гурту Tribuzy, де заспівав дуетом на композиції «Absolution». Після цього він також заспівав дуетом з Тобіасом Самметом на композиції «Judas At The Opera» з міні-альбому Superheroes гурту Edguy.
У 2007 році Кіске заспівав на пісні Breathe In Water, разом з вокалісткою гурту Indigo Dying на їхньому однойменному дебютному альбомі.
У 2008 році Тімо Толккі покинув Stratovarius і створив гурт Revolution Renaissance. Дебютний альбом гурту, New Era, був записаний сесійними музикантами та Кіске як головним вокалістом, виконавши пісні «I Did It My Way», «Angel», «Keep The Flame Alive», «Last Night On Earth» і «Revolution Renaissance».
У 2009 році був запрошений гуртом Trick or Treat на альбом Tin Soldiers, де повністю записав вокал для пісні «Hello Moon» і додатковий соло-вокал в дуеті на композиції «Tears Against Your Smile».
куУ 2010 році він записав вокал у пісні «All You Need To Know» для альбому Gamma Ray To The Metal.
У 2011 році Кіске з'явився як спеціальний гість на концерті Gamma Ray в м. Праттельн (Швейцарія). Повністю шоу було видане на CD і DVD під назвою Skeletons & Majesties Live у 2012 році. Міхаель заспівав на піснях «Time To Break Free», «A While In Dreamland» і «Future World».
У 2012 році Міхаель заспівав пісню «The Ethereal Dream (Reprise)», з альбому 34613 проєкту Tomorrow's Outlook.
У 2013 році Кіске взяв участь у метал-опері Тімо Толккі і гурту Avalon. Кіске заспівав на однойменному трекові на дебютному альбомі проєкту The Land of New Hope. Цього ж року він також заспівав дуетом пісню «Fly» з альбому Infinita Symphonia однойменного гурту. У грудні він взяв участь у різдвяному турі «Christmas Metal Symphony 2013 tour», де виступив на одній сцені з таким артистами як Джозеф Беллардіні, Удо Діркшнайдер, Чак Біллі, Йоакім Канс, Флор Янсен і симфонічним оркестром.

### Helloween(з 2016)
У 2016 році було оголошено про возз'єднання Кіске з Helloween для світового туру "Pumpkins United", де на одній сцені виступили колишні та нинішні учасники гурту, включаючи Кая Гансена. Спочатку планувалося, що тур буде тимчасовим, але через великий успіх возз'єднання стало постійним. У 2017 році вийшов сингл "Pumpkins United", де Деріс, Гансен і Кіске розділили між собою головні партії вокалу. У 2021 році вийшов новий альбом "Helloween" з оновленим складом, що включає як Кіске, так і Енді Деріса як вокалістів.
Альбом "Helloween" (2021) очолив німецькі чарти та досяг першого місця за продажами в інших країнах. Після успіху цього альбому гурт випустив комікс та лінійку колекційних фігурок, натхненних обкладинками альбомів та ліричною міфологією гурту. У травні 2023 року було оголошено, що Helloween буде включено до Зали слави металу (Metal Hall of Fame).
У 2024 році Helloween анонсували свій сімнадцятий студійний альбом "Giants & Monsters", запланований до випуску 29 серпня 2025 року. 13 червня 2025 року гурт випустив перший сингл "This Is Tokyo", в якому Кіске та Енді Деріс розділили вокальні партії. Альбом "Giants & Monsters" авансом називають найрізноманітнішим і найдинамічнішим у кар'єрі гурту. Запис було зведено у легендарній студії Wisseloord Studios (де працювали Iron Maiden, Judas Priest, Def Leppard) у Хілверсюмі, Нідерланди.

## Стиль співу
У порівнянні з Каєм Гансеном, Кіске має яскравіший і чистіший голос. Деякі шанувальники та критики порівнюють його стиль і діапазон співу з Джеффом Тейтом або молодим, ще за часів виступу у Samson, Брюсом Діккінсоном, з відтінками Роба Гелфорда. Його тип голосу — тенор, і він володіє 4 октавами вокального діапазону, він здатний досягти дуже високих нот (ля другої октави) і низьких нот баритону (до великої октави). Час Кіске в Helloween виявився дуже впливовим і багато співаків відзначають його великий вплив.

## Визнання і нагороди
Улюблений вокаліст, місце:5. В Burrn! (Японський журнал) Опитування читачів (квітень 2012 року)
Найкращий вокаліст 20012 року. В Burrn! (Японський журнал) випуск 2013 — 04 (квітень 2013 року)
Найкращий співак усіх часів в рок- і метал-музиці, місце:18. У німецькому журналі Metal Hammer, опитування читачів (червень 2013 року)
У 2023 році Міхаель Кіске разом з іншими учасниками Helloween був включений до Зали слави металу (Metal Hall of Fame), що є визнанням його значного внеску в розвиток жанру.

## Дискографія

### Сольні альбоми
- Instant Clarity (1996)
  - Always (EP) (1996)
  - The Calling (EP) (1996)
- Readiness to Sacrifice (1999)
- Kiske (2006)
- Past In Different Ways (2008)

### Як учасник

#### Helloween
- Keeper of the Seven Keys Part 1 (1987)
- Keeper of the Seven Keys Part 2 (1988)
- Live in the UK (1989)
- Pink Bubbles Go Ape (1991)
- Chameleon (1993)
- Helloween (2021)
- Live at Budokan (2024, концертний альбом)

#### Avantasia
- Avantasia (2001)
- The Metal Opera (2001)
- The Metal Opera Part II (2002)
- Lost in Space Part II (EP) (2007)
- Lost in Space Part I & II (2008)
- The Scarecrow (2008)
- The Wicked Symphony & Angel of Babylon (2010)
- The Mystery of Time (2013)
- Ghostlights (2016)
- Moonglow (2019)

#### SupaRed
- SupaRed (2003)

#### Place Vendome
- Place Vendome (2005)
- Streets Of Fire (2009)

#### Kiske/Somerville
- Kiske/Somerville (2010)

#### Unisonic
- Ignition (2012, Міні-альбом)
- Unisonic (2012)

### Як запрошений вокаліст
- Gamma Ray — Land of the Free (1995)
- Тімо Толккі — Hymn to Life (2002)
- Masterplan — Masterplan (2003)
- Aina — Days of Rising Doom (2004)
- Thalion — Another Sun (2004)
- Tribuzy — Execution (2005)
- Edguy — Superheroes (2005)
- Helloween — Keeper of the Seven Keys: The Legacy (2005)(збірка)
- Indigo Dying —  Indigo Dying (2007)
- Revolution Renaissance — New Era (2008)
- Trick or Treat — Tin Soldiers (2009)
- Gamma Ray — To The Metal (2010)
- Tomorrow's Outlook — 34613 (2012)
- Gamma Ray — Skeletons & Majesties Live (2012)
- Avalon — The Land of New Hope (2013)
- Infinita Symphonia — Infinita Symphonia (2013)